# Adervielle-Pouchergues
Adervielle-Pouchergues is een gemeente in het Franse departement Hautes-Pyrénées (regio Occitanie) en telt 104 inwoners (2009). De plaats maakt deel uit van het arrondissement Bagnères-de-Bigorre.

## Geografie
De oppervlakte van Adervielle-Pouchergues bedraagt 8,7 km², de bevolkingsdichtheid is dus 12 inwoners per km².

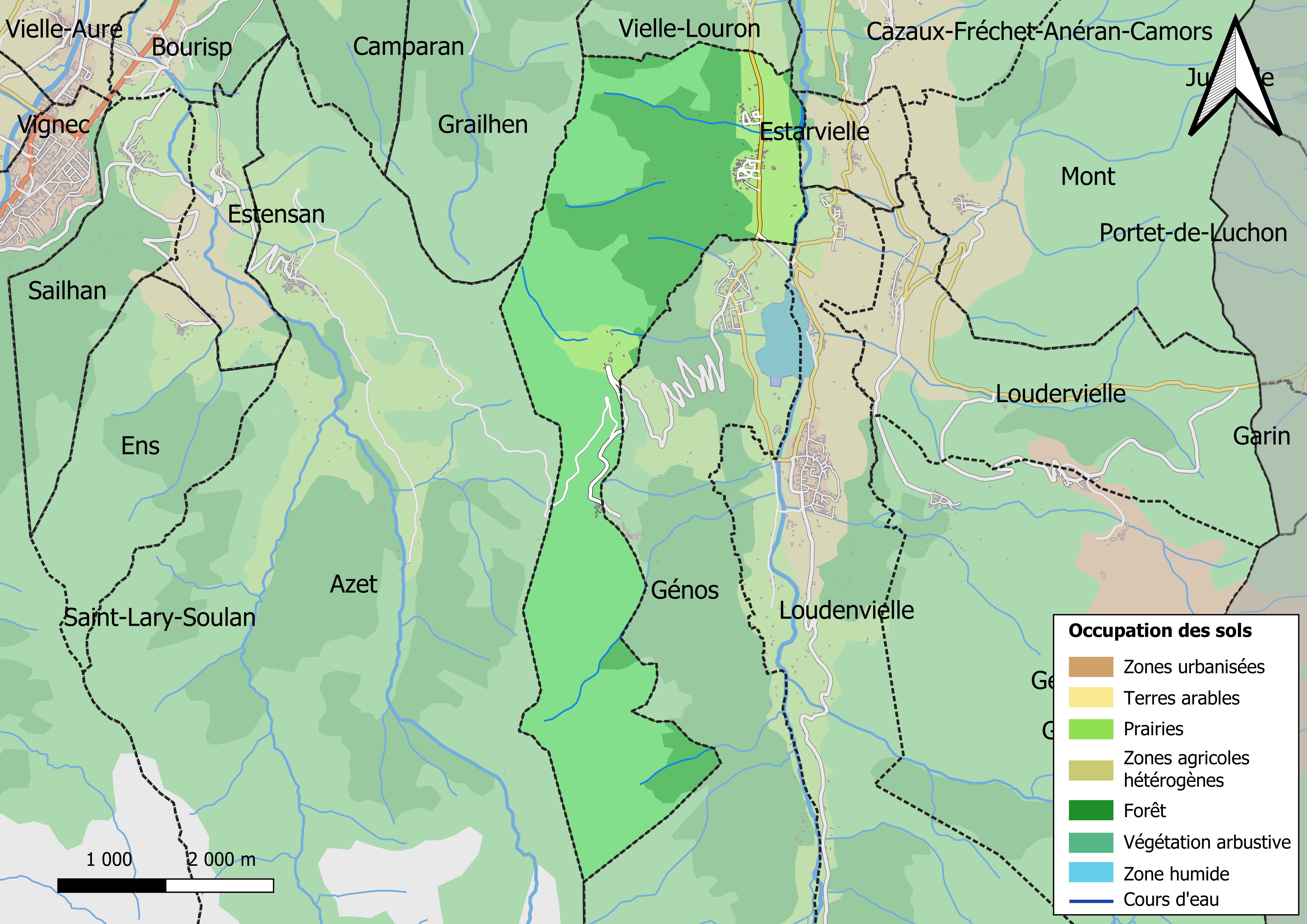
Kaart van de gemeente met belangrijkste infrastructuur, bodemgebruik en omliggende gemeenten

## Demografie
Onderstaande figuur toont het verloop van het inwonertal (bron: INSEE-tellingen).

1. ↑  Populations de référence 2022.